# Dyes & Co.
Die Firma Dyes & Co. war eine Möbelfabrik und eine Marke insbesondere für Büromöbel.

## Geschichte

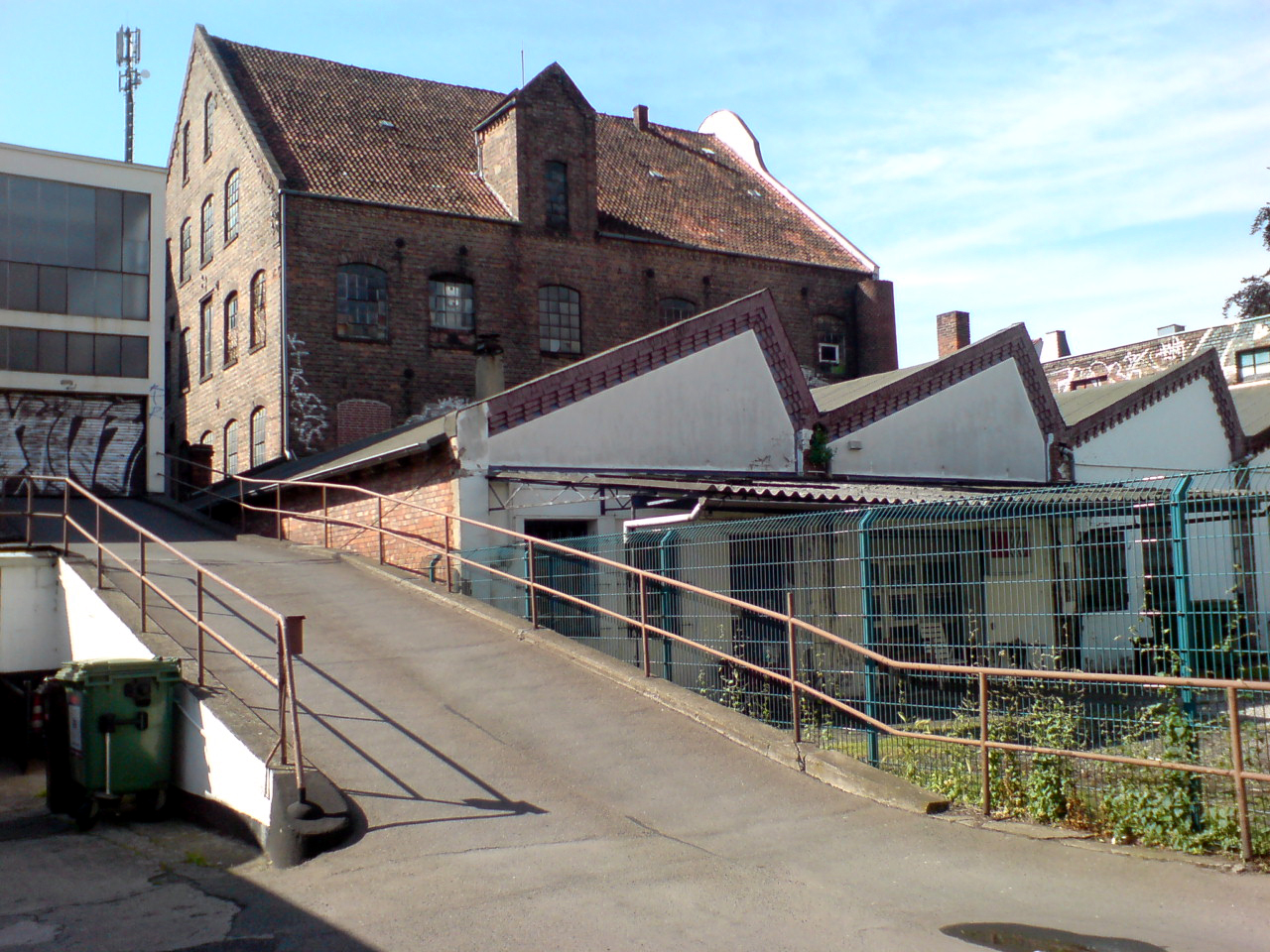
Erste Fabrik in Hannover von 1901

Das Unternehmen wurde 1901 von den Brüdern Otto-Ferdinand und Gottfried Hermann Dyes sowie Viktor Schmidt in Hannover gegründet. Die Möbelfabrik an der Podbielskistraße fertigte unter Zuhilfenahme des frisch eingeführten elektrischen Kraftantriebs anfangs neben Büromöbeln auch Betten und Matratzenrahmen aus Holz. Vor allem aber wurden Schreibtische, Aktenschränke und jährlich bis zu 3000 Stehpulte an namhafte deutsche Unternehmen verkauft. Auf das „Modell Nr. 6“ des Roll-Jalousie-Schreibtisches meldete die Firma ein erstes Patent an.
1934 wurden die Gebäude in Hannover verkauft an die Brüder Frederiksen. Diese zogen mit der nunmehrigen Dyes & Co. Nachfolger F. & H. Frederiksen Möbelfabrik Bad Münder a/D nach Bad Münder am Deister.
Nach dem Umzug der Dyes & Co. Nachfolger F. & H. Frederiksen Möbelfabrik Bad Münder a/D wurde der Betrieb in Bad Münder 1937/38 von der Gewerbebank Bad Münder übernommen. Nach einer anfangs rasanten Umsatzsteigerung mit 74 Mitarbeitern hat der Beginn des Zweiten Weltkrieges eine Reduzierung des Personals auf nur noch 40 Mitarbeiter zur Folge. Nach dem Ende des Krieges nahm Martin Schmidt Kriegsflüchtlinge auf, die teilweise auf dem Werksgelände wohnten.
1953 wurde 1953 eine Betriebsrente ab dem 65. Lebensjahr eingeführt. Die 1950er Jahre waren geprägt von der Produktion der sogenannten „Deisterrollschränke“ mit Jalousien sowie von Schreibtischen und Trapeztischen.
Nachdem 1962 eine werkseigene Feuerwehr gegründet wurde, richtete ein Großbrand 1967 einen Schaden von rund 2,5 Millionen Mark an.
1970 wurde ein neues Firmenlogo eingeführt mit dem Bild-Text-Zug dyes Organisations-Büromöbel seit 1901. Zwei Jahre darauf wurde die noch aus den 1920er Jahren stammende Maschinen- und Kesselanlage ersetzt durch einen Dreizug-Hochdruck-Dampfkessel. 1973 folgte eine vollautomatische Filter- und Förderanlage. Im Folgejahr wurde ein Gebrauchsmuster angemeldet auf den ersten Schreibtisch mit abgesenkter Tischplatte für eine Tastatur.
Nach dem 75-jährigen Firmenjubiläum wurde das Unternehmen 1978 an die DLW-Aktiengesellschaft verkauft. 1984 wurde die Produktion von „BS 3000“ aufgenommen, vier Jahre später 1988/89 ein computergesteuertes Hochregallager in Betrieb genommen. In der Folge wuchsen der Umsatz und der Export-Anteil. Nach der Fertigstellung einer Produktionshalle für Sonderfertigungen und die Connect-Tischfertigung 1991 wurde 1995 eine erste Hausmesse veranstaltet. 1997 wurden den Gebäuden eine feste Ausstellungshalle angegliedert.
1999 wurde Dyes von der DLW-Aktiengesellschaft an die amerikanische Firma Haworth, Inc. verkauft und gehörte damit zu einem der drei größten Büromöbelhersteller der Welt. Im selben Jahr wurde das „id - Ideenmanagement“ eingeführt und das gesamte Corporate Design überarbeitet: Im Logo Haworth dyes stand das kleine orange Quadrat zwischen den Buchstaben d und y von dyes als neues Markenzeichen.
In kurzer Folge wurden nun neue Produktlinien und Markenprogramme eingeführt;
- ab 1994 OPTIONAL;[2]
- ab 1996 UNICO, SPIRIT und das Container-Programm C1;[2]
- ab 1997 das flexible prozess-orientierte Büromöbelsystem P.O.S.;[2]
- ab 1998 das Tischsystem POINT, das Konferenztisch-System STEP und das Container-System C2;[2]
- ab 2000 P.O.S. elegance, der mobile Bürobegleiter SHUTTLE, das Lichtsystem FRAMELIGHT sowie Scooter.[2]

Im Jahr 2000 wurde ein neugebautes Kommunikationsgebäude bezogen, gehörte der Haworth-Gemeinschaftsstand auf der „ORGATEC 2000“ zu einem der meistbesuchten der Messe. 2001 erwirtschaftete Haworth dyes einen Umsatz von 211 Millionen DM. Heute (Stand: Juni 2012) wird der Name und die Marke nicht mehr genutzt. Die heutige Haworth GmbH in Bad Münder hatte im Jahr 2018 mit 282 Mitarbeitern einen Umsatz von 121 Mio. €.

## Auszeichnungen
- Industrie Forum Design Hannover[2]
- 1998: Good design 1998[2]
- 2001: Red Dot für das Programm P.O.S. elegance[2]